# Mayo (kiesdistrict)
Mayo is een kiesdistrict in de Republiek Ierland voor de verkiezingen voor Dáil Éireann. Het district valt vrijwel samen met het graafschap Mayo. Na de aanpassingen in 2012 werd een deel van Mayo overgeheveld naar Galway West en raakte Mayo een zetel kwijt.
Bij de verkiezingen in 2007 woonden er 94.854 kiesgerechtigden, die 5 zetels konden kiezen.
Bij de verkiezingen in 2007 behaalde Fine Gael 3 zetels in het district, een winst van 1 zetel. Fianna Fáil behaalde 1 zetel, en verloor daarmee een zetel. De laatste zetel in Mayo ging naar een onafhankelijke kandidaat.

## Bekende leden

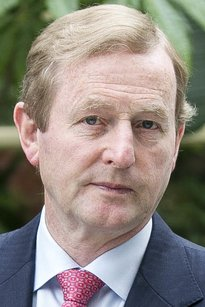

Sinds het kiesdistrict bestaat is Enda Kenny TD voor Mayo, eerder was hij dat voor Mayo West. Sinds de verkiezingen van 2002 kreeg Enda steeds de meeste stemmen en werd hij telkens al bij de eerste telling gekozen.

## Referendum
Bij het abortusreferendum in 2018 stemde in het kiesdistrict 57,1% van de opgekomen kiezers voor afschaffing van het abortusverbod in de grondwet.